# Bistum Barisal
Das Bistum Barisal (lat.: Dioecesis Barisalensis) ist eine in Bangladesch gelegene römisch-katholische Diözese mit Sitz in Barishal.

## Geschichte
Das Bistum Barisal wurde am 29. Dezember 2015 durch Papst Franziskus aus Gebietsabtretungen des Bistums Chittagong errichtet und dem Erzbistum Dhaka als Suffraganbistum unterstellt.
Am 2. Februar 2017 wurde es dem neuen Erzbistum Chittagong als Suffraganbistum unterstellt.

## Bischöfe von Barisal
- Lawrence Subrata Howlader CSC, 2015–2021, dann Erzbischof von Chittagong
- Emmanuel Kanon Rozario, seit 2022